# Ден на благодарността
Денят на благодарността (на английски: Thanksgiving) е национален празник, празнуван на различни дати в Канада, САЩ, някои от Карибските острови и Либерия.
В САЩ се празнува в 4-тия четвъртък на ноември, а в Канада – във 2-рия понеделник на октомври. В тези страни той е официален празник. Традицията на празника в САЩ и Канада води началото си от английските заселници, но в Обединеното кралство той не е основен празник. Подобни празници съществуват също и в Германия  и Япония.
Свързва се с избавлението, с помощта на местните индианци, на бедстващите заселници от кораба "Мейфлауър", заплашени от глад и болести през първата им година (1620-1621) в Америка. Известен е най-вече с празничното си меню. В САЩ традиционно се сервира пуйка с пълнеж по предпочитание към нея, който може да се състои от ориз, картофи, царевица и други добавки, както и друга традиционна храна. Във връзка с това е наричан и „Turkey Day“ (Ден на пуйката).

## Дата
Ден на благодарността в САЩ и други страни се наблюдава на различни дати в историята. 

### САЩ
Денят на благодарността датира от времето преди създаването на Съединените щати. Общоприето е за първоначален ден на празника в САЩ да се счита 4 декември, когато първите пилигрими са празнували Деня на благодарността, след като са оцелели с помощта на индианци през първата тежка зима от пребиваването си на американска земя. Има и друго мнение – на автора Робин Гоя и на Майкъл Ганън – преподавател в Университета във Флорида, според които най-ранното честване в земите на САЩ е на 8 септември 1565 г., в земите на днешна Флорида. 
До средата на 20 век последният четвъртък на ноември е бил станал обичайният Ден на благодарността в повечето щати на САЩ. Обаче едва на 26 декември 1941 президентът Франклин Делано Рузвелт подписва законопроект, одобрен от Конгреса, който урежда като официален празник Деня на благодарността на четвъртия (а не последния) четвъртък на ноември.

### Канада
Има силни доказателства за честване на празника в земите на Канада през 1578 г. Денят на благодарността в Канада не е бил с фиксирана дата до края на 19 век, тогава той обикновено се е провеждал на 6 ноември. След края на Първата световна война Денят на благодарността и Денят в памет на тържеството обикновено са се провеждали през една и съща седмица. За да се предотврати сливането на 2 почивки, през 1957 година канадският парламент обявява Денят на благодарността да се отбелязва на сегашната си дата.

## Обичаи
По своята същност това е религиозен празник, изразяващ благодарността на хората към Бог за плодородната реколта и нещата, които са придобити през изминалата година благодарение на Неговата щедрост. Празникът е сред най-обичаните и почитани в САЩ, като с времето все повече се превръща в светски празник. Подобно в България християнският празник Рождество Христово се отъждествява с Коледа. Също така денят на благодарността е посветен на благодарност към Бог, че е създал нова земя за вярващите в него.

## Дати по години
- 23 ноември 2006 г.
- 22 ноември 2007 г.
- 27 ноември 2008 г.
- 26 ноември 2009 г.
- 25 ноември 2010 г.
- 24 ноември 2011 г.
- 22 ноември 2012 г.
- 28 ноември 2013 г.
- 27 ноември 2014 г.
- 26 ноември 2015 г.
- 24 ноември 2016 г.
- 23 ноември 2017 г.
- 22 ноември 2018 г.
- 28 ноември 2019 г.
- 26 ноември 2020 г.